# Коншенти (Ђенова)
Коншенти је насеље у Италији у округу Ђенова, региону Лигурија.
Према процени из 2011. у насељу је живело 742 становника. Насеље се налази на надморској висини од 57 м.